# Abralia steindachneri
Abralia steindachneri е вид главоного от семейство Enoploteuthidae.

## Разпространение
Видът е разпространен в Австралия и Япония.